# 1054 Forsytia
1054 Forsytia è un asteroide della fascia principale del diametro medio di circa 45,47 km. Scoperto nel 1925, presenta un'orbita caratterizzata da un semiasse maggiore pari a 2,9185187 UA e da un'eccentricità di 0,1396003, inclinata di 10,86396° rispetto all'eclittica.
L'asteroide prende il nome dall'omonima pianta floreale.